# レカロ
レカロ（Keiper Recaro GmbH & Co ）は、ドイツの自動車・鉄道及び航空機関連製品製造企業。本社はシュトゥットガルト郊外のキルヒハイム・ウンター・テックにある。

## 概要

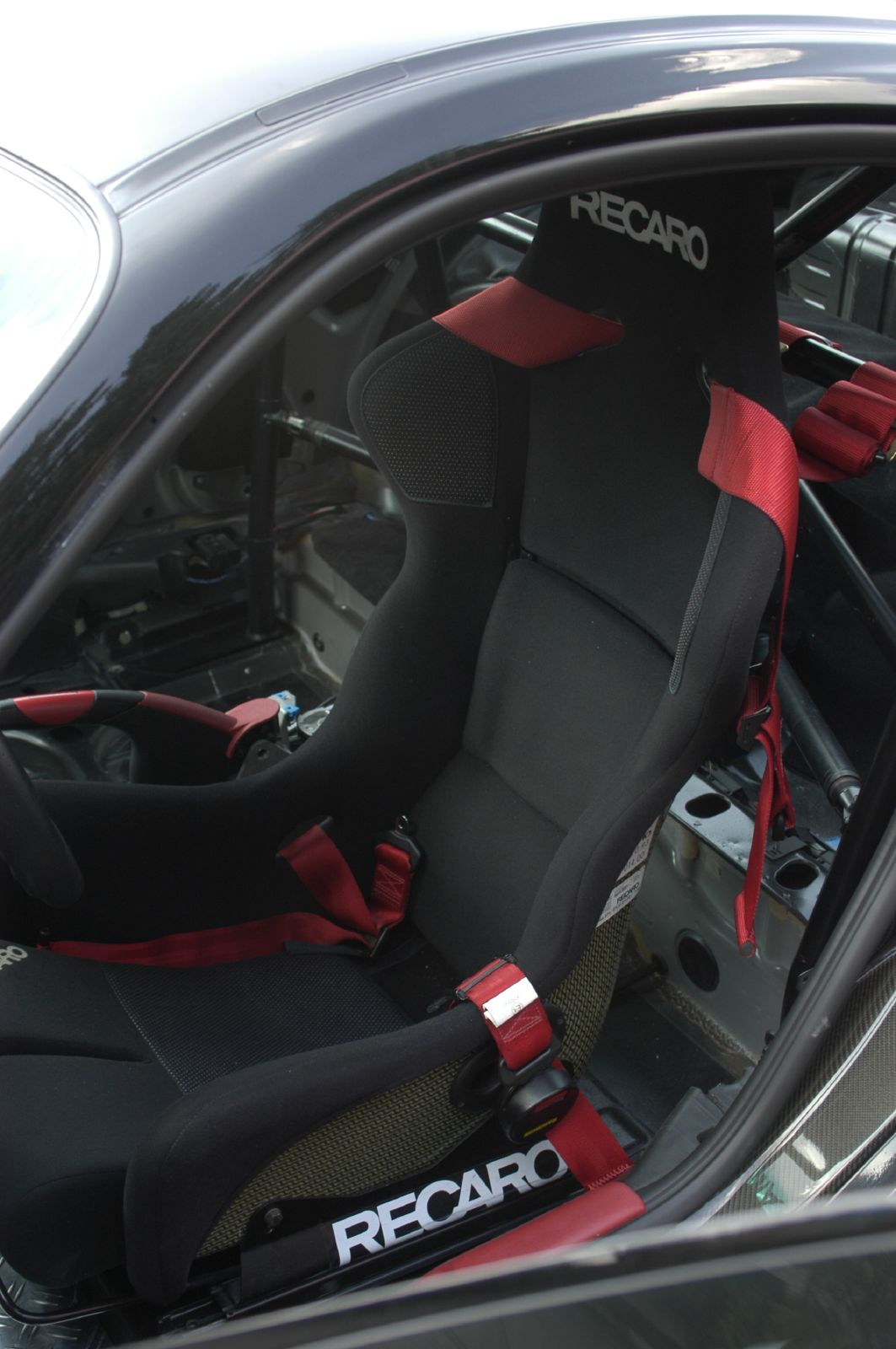
ゲンバラGTR600エボリューションに装着されているレカロのフルバケットシート

同社の製品で特に知られているのは、各種のシートである。乗用車用の交換用シートが有名であるが、旅客機や鉄道車両の座席、オフィス用の事務椅子も製造している。珍しいところではサッカーや野球用のスタジアムの選手・監督用ベンチにも採用されており、欧州の有力クラブの試合中継で"RECARO"のロゴが描かれているシートに座る選手たちを見る機会も多い。2007年（平成19年）からはプロ野球・楽天の本拠地であるフルキャストスタジアム宮城（現・楽天生命パーク宮城）のベンチにも採用されていた。さらに2011年（平成23年）には川崎フロンターレの本拠地でもある等々力陸上競技場、2012年（平成24年）には世界陸上なども開催される長居陸上競技場、2021年（令和3年）には競輪の一種であるPIST6を開催するTIPSTAR DOME CHIBAにもレカロのスタジアムシートが採用された。
その製品は完全に競技用のリクライニングなしのもの（モータースポーツ・シェル）の他、スポーツ走行にも対応したリクライニング付きのもの（スポーツシート）、スポーツ走行よりは快適性を追求したもの（エルゴノミクス・シート）、商用車用、バス用、チャイルドシート、旅客機用などがある。
日本ではアジア・マーケットの拠点として日本法人が設立されており、滋賀県東近江市に「レカロ・ジャパン」（商号：レカロ株式会社、RECARO Japan Co., Ltd.）として本社が置かれている。主な事業として
1. 国内自動車メーカー向けシート
2. アフターマーケット向けシート
3. チャイルドシート[2]
4. オフィス用事務椅子
5. JRを始めとした鉄道事業者向けシート

など、これらの開発や生産、輸入を行っている。
日本国内ではレカロ・ジャパンが販売する製品を正規品とし、それとは別でレカロとは関係のない業者などにより日本に持ち込まれる並行輸入品も存在する。

## 歴史
- 1906年 - 馬車職人だった創業者ヴィルヘルム・ロイター（Wilhelm Reutter ）が馬車メーカー、ロイター馬車製造（Reutter Carrosserie-Werke ）として創業した。
- 1910年 - ロイター・シュトゥットガルト車体製造（Stuttgarter Karosseriewerk Reutter & Co ）に商号変更した。
- 1950年4月 - フェルディナント・ポルシェから依頼を受けてドイツ製ポルシェ・356の1号車を出荷[4]、自動車産業に関わり始めた。当時はまだ自動車メーカーが生産したシャシに車体メーカーが製作した車体を架装、塗装し、内装を仕上げる分業体制が残っていた。ロイターもそうした中のひとつであり、この頃からシートのみの納入も始まり、メルセデス・ベンツ、マイバッハ、オペルが主な供給先となった。
- 1963年 - 自動車メーカーがすべての組み立てを行い完成車を出荷することが当たり前になると、ロイターは車体生産部門と内装部門をポルシェに売却し、シート専業メーカーとしてそれまでの社名の頭文字を採り社名をレカロ（Recaro ）と改めた。
- 1965年 - サイドガイドを搭載した世界初のシートを発表。
- 1968年 - 調節式ショルダーサポートを装備した史上初のシートを発売。
- 1969年 - カイパーに吸収合併され現社名となる。
- 1971年 - ベルト一体型シートを発表。
- 1973年 - シート構造にブリキ製のフルシェルを採用。拠点をアウグステンシュトラーセからキルヒハイムに拠点を移転。
- 1977年 - 空圧式ランバーサポートを発表。
- 1984年 - 両サイドに補強金具を搭載したカーシートを世界で初めて開発。
- 1991年 - 左右非対称の調節機能を搭載したカーシートを世界で初めて開発。
- 1996年 - ヘルメット一体型の初のレーシングシェルを発表。
- 2004年 - 当時のマーケットで最も軽量な量産シートであるポルシェ・カレラGTのカーボンシェルシートを発表。
- 2006年 - スポーツシートの代表的なモデルSR系の新骨格IS-05を開発。世界初のフルレーザー溶接を採用。
- 2007年 - 樹脂一体成型によるシェル構造を採用したリクライニングシートSportsterを発表。BMW,FORD,LOTUS,RENAULT,LANDROVERらが採用。
- 2009年 - スポーツシートの人気シリーズSR-3を生産終了としSR-7を発売。
- 2011年 - シート表皮に自動車用シートでは初となる「モカ縫い」を採用したSportster Limited Editionを発表。親会社のカイパーがジョンソンコントロールズに買収され、ジョンソンコントロールズの傘下となる。[5]
- 2016年 - ジョンソンコントロールズのシート部門がアディエントとして独立し、アディエントの傘下となる。[5]
- 2020年 - アディエントがレカロをアメリカの民間投資会社Raven Acquisitionsに売却。[5]

## 乗用車の標準・オプション装備としてのレカロ

### 日本車
レカロのシートは、いわゆるファミリーカーと呼ばれる車にはそもそも設定がなく、これを標準もしくはオプションで設定する車種は一般にスポーツカー、あるいはスポーティグレードである。
日本車における採用例として、日産ではGT-Rやノート NISMO S、三菱ではランサーエボリューション・コルト・eKスポーツ、ホンダではタイプRシリーズ4車種（NSX-R・インテグラタイプR・シビックタイプR（シビックの3代目タイプRからは自社製に変更）・アコードユーロR）・CR-Z、スバルではインプレッサ(WRX STI)、マツダではロードスター・RX-7（FD3S）・RX-8、スズキではスイフト・スポーツ、アルトワークス、ダイハツではコペンなどスポーツ走行を意識した製品に多い。
過去には特異な例としてホンダ・オデッセイ（3代目前期）にオプション設定。いすゞではジェミニのターボディーゼル車（JT600系中期・特別仕様のS/S）やアスカ、ビッグホーンのイルムシャー仕様。三菱・ギャラン/三菱・レグナム（ともにスーパーVR-4）、三菱・RVR（初代・ハイパースポーツギア）に標準設定されたこともある。
純正（またはメーカーオプション）装備品は、車種専用として用意されるモデルとベースとなるシートが存在するモデルとがあり、前者の場合は非スポーツグレードへの流用やプラットフォームを共有する他車種への流用、後者の場合はシートレールを用意した上で（準汎用品として）他車種へ流用されることもある。

### 日本車以外
アウディRS4やフェラーリ599GTBフィオラノ、フォード・フォーカスST、ルノーメガーヌR.S.、サターン・アイオン・レッドラインなどの高級スポーツモデルに装着される事例も多いが、一方でフォード・モンデオのようなさほどスポーツ走行を意識しない車種にも採用されている。
車ではないが、イタリアのナショナル・フラッグ・キャリアであるアリタリア航空の日本便では、マニフィカ（ビジネスクラス）でもクラシカ（エコノミークラス）でもRECARO社製シートである。

## その他
- 東北楽天ゴールデンイーグルスの本拠地「楽天生命パーク宮城」のベンチにはシートヒーター内蔵型の防水本皮シートが採用されている。色は三塁側ホームがクリムゾンレッド、一塁側ビジターが緑。
- JR東日本の新幹線電車E5系の「グランクラス」には、JR東日本と日立製作所との三社共同開発によるシートが18席使用される。
- 全国30ヶ所以上の消防本部司令室には、長時間の着席による腰痛を予防する為、RECARO製のセミバケットタイプの事務椅子を採用。JR西日本の新幹線電車500系・JR東海・JR西日本の700系・JR九州の800系の運転席にも採用されている[6]。
- 2011年より川崎フロンターレとサプライヤー契約(日本のプロサッカークラブとの契約は初めて)を結び、等々力陸上競技場のベンチがRECARO製になる。ちなみにフロンターレの開幕戦とE5系電車の運用開始日は同じ2011年3月5日である。

- 2012年には、大阪長居陸上競技場にもRECARO製のスタジアムシートが導入された。
- 日本においては、競合するシートメーカーとしてブリッド (BRIDE)、スパルコ、コブラ等がよく知られている。
- なおスタジアムに初設置されたのは1994年、1.FCカイザースラウテルンのホームスタジアムであるフリッツ・ヴァルター・シュタディオンであった。これは当時のレカロの社長がカイザースラウテルンのファンで、寄付で設置されている。